# Acraea derubescens
Acraea derubescens är en fjärilsart som beskrevs av Eltringham 1912. Acraea derubescens ingår i släktet Acraea och familjen praktfjärilar. Inga underarter finns listade i Catalogue of Life.